# Христо Маринов (борец)
Вижте пояснителната страница за други личности с името Христо Маринов.
Христо Маринов е български състезател по класическа борба, световен (2010) и европейски шампион (2012).

## Биография
Роден е на 14 март 1987 г. в Стара Загора. Личният му треньор е Стоян Добрев. Състезател е на клуб „Ловеч“. Преди това се е състезавал за „Пещострой“ (Стара Загора) и „Славия-Литекс“.
Участва в Летните олимпийски игри Лондон през 2012 година, където отпада в първия мач.
Председател е на Българската федерация по борба от 2017 година.

## Класирания
- 2010 – световен шампион на световното първенство в Москва, Русия
- 2012 – европейски шампион в 84 кг от европейското първенство в Белград, Сърбия